# سوناكوم الفئة سي
شاحنةسوناكوم الفئة سي من تصنيع المؤسسة الوطنية للسيارات الصناعية تستخدم بشكل خاص في الورشات لصلابة هيكلها وقدرة تحملها لأعمال الورش الشاقة، كما يتم إستخدامها من طرف الجيش الوطني الشعبي الجزائري ، وهي تعتبر كشاحنة تفريغ و نقل لمواد البناء بشكل عام .

## نسخ الشاحنة
- متوفرة بنظام دفع 4X2 و هي أيضاً شاحنة متعددة الأستخدامات فهي متوفرة أيضا كخزان للمياه أو رافعة إلخ ... ، كما أنه يوجد نسخة الجرار الطريقي وتسمى TC260 نظام دفع 6X4 .

## المحرك
تتغير قوة محرك هاته الشاحنة حسب سنوات الإنتاج وذلك وفقاً لهذا الجدول :
| سنوات الإنتاج      | اسم المركبة | المحرك        | القوة الحصانية |
| ------------------ | ----------- | ------------- | -------------- |
| 1979-1978          | C170        | V6 Deutz      | 170 حصان       |
| 1982-1980          | C230        | Deutz F8L413  | 230 حصان       |
| 1982-إلى يومنا هذا | C260        | Deutz F8L413F | 260 حصان       |
| 1994 فقط           | C290        | LTA 10.290    | 290 حصان       |